# När duvorna försvann
När duvorna försvann (finska: Kun kyyhkyset katosivat) är en roman från 2012 av den finska författaren Sofi Oksanen. Det är Oksanens fjärde roman. Den översattes till svenska 2013 av Janina Orlov. Den utspelar sig i Estland under och efter andra världskriget. Boken är den tredje i trilogin som inleddes med Stalins kossor (2003) och Utrensning (2008).